# Универсальный пулемёт Березина
УБ (сокр. Универсальный Березина) — 12,7-мм авиационный пулемёт оружейника М. Е. Березина. Выпускался на Ковровском оружейном (опытная партия), Тульском оружейном и Ижевском машиностроительном заводах в 1940-х годах.

## История создания
В 1937—1938 гг. Березин спроектировал синхронный пулемёт под патрон 12,7 × 108 мм, прошедший заводские и полигонные испытания в конце 1938 года. 12 апреля 1939 (до окончания войсковых испытаний) пулемёт БС («Березин Синхронный») был запущен в серийное производство постановлением Комитета обороны.
После доработки и устранения отдельных недостатков (несовершенство системы перезаряжания, недостаточная живучесть некоторых деталей автоматики) на базе БС был разработан пулемёт УБ в трёх модификациях: крыльевой, синхронной и турельной, причём для первых двух была создана система пневматической перезарядки, а для последнего конструктором Г. И. Никитиным — рукоятка перезаряжания рычажного типа. УБ успешно прошёл войсковые испытания за период с 7 января по 22 февраля 1941, и 22 апреля 1941 был принят на вооружение и к производству.
В 1941 году собрали 6300* штук, в 1942 — 25 000*, в 1943 — 43 690, в 1944 — 38 340, в 1945 — 42 952.
*округленно

## Варианты
- УБС — синхронный, для стрельбы сквозь плоскость вращения воздушного винта. Использовался на самолётах  И-15, И-153БС, И-16 тип 29, Як-1б, Як-3, Як-7б, Як-9, МиГ-3, Су-5 и ЛаГГ-3.
- УБК — крыльевой. Использовался на самолётах Пе-2, МиГ-3 (подвешивался в специальных контейнерах под крылом), УТИ МиГ-15.
- УБТ — турельная модификация, предназначавшаяся для установки в оборонительных огневых точках. Отличалась тем, что вместо пневматической использовалась механическая перезарядка (рукоятку перезаряжания рычажного типа разработал для него конструктор Г. И. Никитин). Использовался на самолётах СБ, Су-4, Пе-2, Ер-2, Ил-2, Ту-2, Ил-4, Пе-8, Ил-10[источник не указан 2968 дней].

## Боевое применение

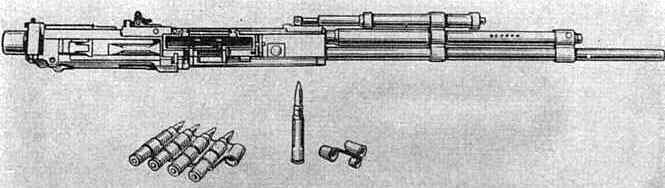
Универсальный пулемёт Березина

### Истребительная авиация
Основное назначение — борьба с самолётами противника: истребителями и бомбардировщиками. БС к началу Второй мировой войны стояли на самолётах типа Як, МиГ, И-16 тип 29 (только последних к началу войны было около 650), И-190, Су-5, Су-6 (1943), Су-8 и так далее.
Были жалобы в 1941-42 годах на частые отказы пулемёта: «…Говорили, что один наш лётчик наперерез сунулся, хотел отсечь его. Но у него отказало оружие. Тогда это было частым дефектом. Пулемёты Березина у нас были и пушки ШВАК. Пушки стреляли ничего, а пулемёты часто отказывали. Даже говорят, был большой правительственный разбор из-за того, что часто отказывало оружие».

### Ударная авиация
С началом Второй мировой войны пулемёт УБТ быстро вытеснил ШКАС из оборонительных установок бомбардировщиков и успешно использовался на этих самолётах всю войну. С появлением двухместных модификаций штурмовика Ил-2 на них также стал использоваться пулемёт УБТ.

## Фотографии

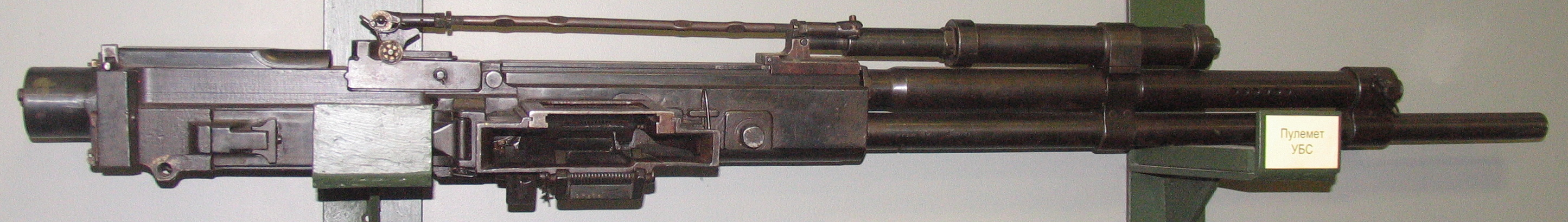
УБС (синхронизатор — короткая трубка и тяга над стволом) в музее В. Задорожного
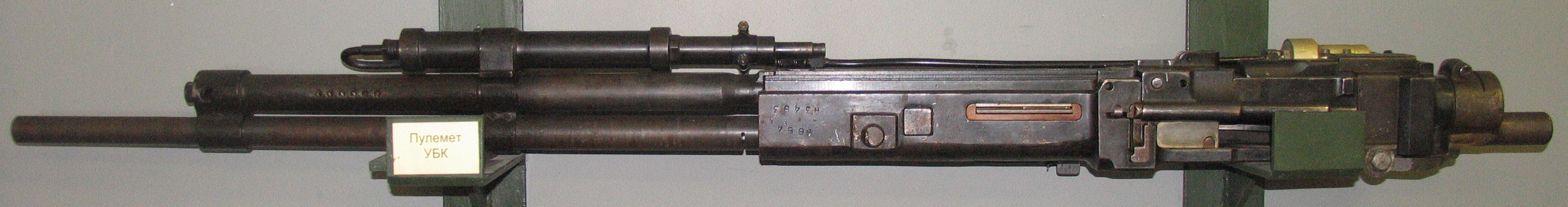
УБК в нём же
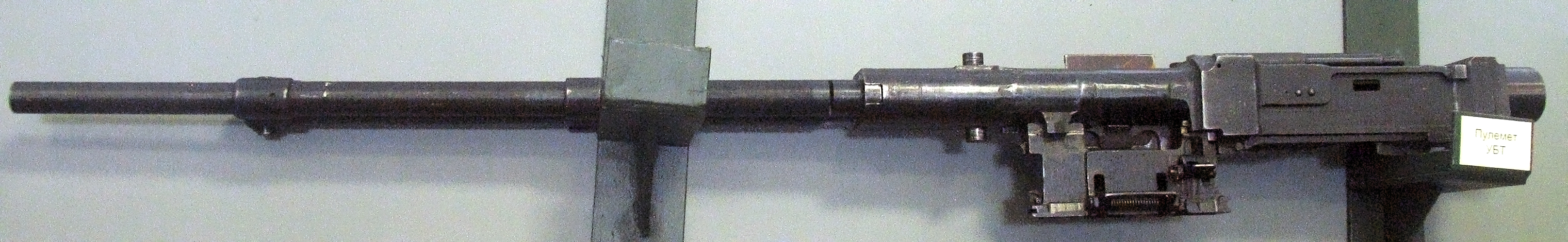
УБТ там же
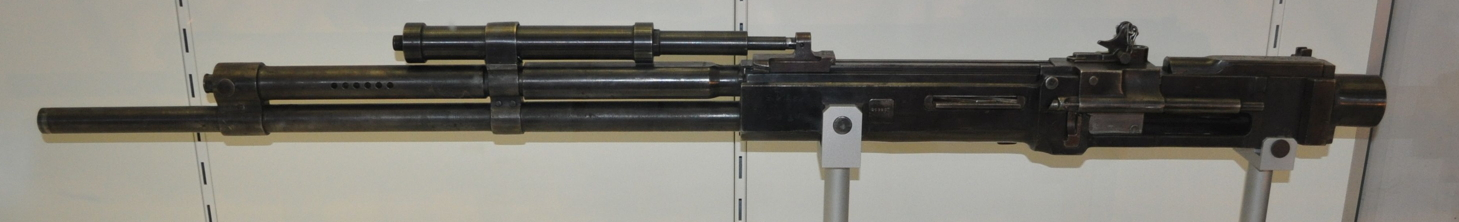
УБС в американском музее Удвара-Хази[англ.], тяга не сохранилась